# Тириту
Тириту (рум. Târâtu) — село у повіті Вранча в Румунії. Входить до складу комуни Пояна-Крістей.
Село розташоване на відстані 153 км на північний схід від Бухареста, 22 км на захід від Фокшан, 93 км на захід від Галаца, 99 км на схід від Брашова.

## Населення
За даними перепису населення 2002 року у селі проживали 308 осіб, усі — румуни. Усі жителі села рідною мовою назвали румунську.